# Ткаченко, Владимир Александрович (художник)
Владимир Александрович Ткаченко (бел. Уладзімір Аляксандравіч Ткачэ́нка; род. 30 октября 1948, Минск, Белорусская ССР, СССР) — белорусский художник.

## Биография
- 1966 Окончил среднюю художественную школу.
- 1971 Окончил Белорусский театрально-художественный институт, учился у Анатолия Барановского.
- С 1976 Постоянный участник художественных выставок.
- С 1981 Член Белорусского Союза Художников (БСХ).

Работает в станковой живописи, в жанрах пейзажа, натюрморта, портрета, композиции.
С 1975 года руководит изо-студией в ДК МТЗ, в стенах которой и сам учился живописи.

## Основные публикации
- Критическая статья в газете «Мастацтва Беларуси» № 7 1987.
- Произведения публиковались в

- сборнике «Беларуская пейзажная живопись»
- журналах Москва за 10.2005 и 10.2008,
- Православное приволжье № 4 2008,

- Белтелерадиокомпанией в 1998 снят цикл документальных телефильмов о художнике.

## Основные работы
Работы находятся в Национальном художественном музее Беларуси, фондах БСХ, частных собраниях России, Германии, Японии.
Композиции:
- «Свадьба» (1977)
- «В партизаны» (1979)
- «Мы с вечностью пребудем наравне» (1980)
- «День Победы»(1983)
- «Парк Горького»(1986)
- «Баня»(1987)

Пейзажи:
- «Бацькаушчына»
- «Осенний покой»
- «Август»
- «Последний луч»
- «Осень»
- «Соловьиный лог»
- «Осенние кружева»
- «Пробуждение»
- «На земле мир»
- «Рождество»
- «на Иоанна Богослова»
- «Золотые поля»
- «Стожары»
- «Ночь на лесном озере»
- «Сон вождя»
- «Благовест»;

Портреты, натюрморты.

## Награды и премии
- Премия Белорусской Федерации Профсоюзов (1999);
- Медаль Франциска Скорины (2021)[3].